# Gennadas pectinatus
Gennadas pectinatus är en kräftdjursart som beskrevs av Schmitt 1921. Gennadas pectinatus ingår i släktet Gennadas och familjen Benthesicymidae. Inga underarter finns listade i Catalogue of Life.